# Ridge Racer Slipstream
Ridge Racer Slipstream es un videojuego de carreras desarrollado por Invictus Games y publicado por Namco Bandai Games para iOS y Android. Fue lanzado el 19 de diciembre de 2013 para iOS y el 20 de febrero de 2014 para Android.

## Jugabilidad
El juego presenta 12 pistas en direcciones hacia adelante y hacia atrás. También hay 16 autos, que consisten en 12 autos estándar y cuatro autos CM (uno de los cuales es exclusivo). Los jugadores tienen la posibilidad de acceder a más de 300 posibles combinaciones de personalización. Hay dos opciones de dirección disponibles, dirección basculante y dirección táctil, ambas con aceleración manual o automática.
El juego cuenta con compras en la aplicación o IAP, aunque el juego se puede superar sin ellos.
El título presenta un Modo Carrera con 216 carreras compuestas en 12 Grandes Premios y cada Gran Premio tiene un total de 18 carreras. Además del Modo Carrera, también está disponible un Modo Arcade con tres tipos de carrera, que son Carrera Rápida, Carrera Regular y Eliminatoria. También está disponible un modo multijugador con opciones similares. Time Attack es otro modo que generalmente se ve en el modo Carrera.
La premisa del juego es similar a los títulos anteriores de la franquicia. El derrape, el nitroso y la estela juegan un papel importante. En el modo de carrera rápida, recibes un auto y una pista aleatorios, mientras compites con otros 7 oponentes. Regular Race es similar, pero puedes elegir el auto y la pista de tu elección. En Time Attack, tienes tres vueltas para registrar el tiempo de vuelta más rápido y el tiempo total más rápido. El modo Knockout es el mismo en términos de opciones y configuraciones, pero compites en una carrera de supervivencia de cuatro autos y tres vueltas, debes terminar primero en estas carreras sobreviviendo las dos primeras vueltas y luego obteniendo el primer puesto en la última. Si se termina último en cualquier vuelta, estás fuera.
Además, hay 4 nuevos desafíos conocidos como Extreme Battles, 1 en cada clase. Básicamente, tiene las mismas reglas que cualquier otro modo de juego, pero la IA está configurada para ser más agresiva (o en el caso del modo Time Attack, los tiempos de vuelta son considerablemente más difíciles de superar), embistiendo al jugador cuando intenta adelantar, usa nitro justo después de la primera carga, y sus autos parecen ser mucho más rápidos. Las ventajas como Collision Decreaser, SS Booster, SS Canceller o Nitrous Tank son buenas opciones para usar, ya que estas carreras son difíciles, si no imposibles, de completar sin ventajas, incluso en una máquina al máximo.

## Coches
El título presenta 16 autos que se dividen en 4 clases que contienen 4 autos cada una. Tres de las cuatro máquinas por clase son estándar y se pueden comprar con créditos. Después de superar el Gran Premio de una clase, se desbloquea la siguiente clase, junto con el primer auto de esa clase, que generalmente tiene las estadísticas más bajas. Las siguientes dos máquinas se desbloquean después de completar un Torneo o una Batalla Extrema. La última máquina de cada clase es única y está etiquetada como 'CM' o 'Máquina completa' y está desbloqueada desde el principio. Cada máquina se puede personalizar con trabajos de pintura, ruedas personalizadas, kits de carrocería, vinilos y más, de hecho, se pueden aplicar más de 300 posibilidades de personalización, como se explica en el tráiler. Sin embargo, las máquinas CM no tienen personalización del kit de carrocería. Las máquinas se pueden actualizar en términos de motor, suspensión/neumáticos y tanques de nitroso. A medida que actualiza una parte de la máquina, puede ajustar la intensidad de la deriva, el agarre general, la salida de nitroso, etc. a su estilo de conducción.
Cada automóvil se puede traer con créditos ganados durante el juego o mediante compras en la aplicación. Las ediciones CM solo se pueden comprar con moneda RR, que solo se adquiere al subir de nivel, a través de Daily Rewards (3 RR por 5 días) o mediante IAP.

## Desarrollo y lanzamiento
Ridge Racer Slipstream fue desarrollado por el desarrollador externo llamado Invictus Games, con sede en Debrecen, Hungría. También son conocidos por Street Legal y Project Torque.
Ridge Racer Slipstream es el último juego de la serie que celebra el vigésimo aniversario de la franquicia. El título fue anunciado por Namco Bandai Games el martes 3 de diciembre. Fue lanzado en todo el mundo el jueves 19 de diciembre de 2013 y actualmente solo está disponible en App Store. Cuesta £1,99 en el Reino Unido y $2,99 en los Estados Unidos. Todos los dispositivos iPhone, iPod Touch y iPad requieren iOS 7 o posterior. En un momento, se volvió gratuito por un tiempo limitado.
Originalmente, los usuarios de Android iban a obtener la aplicación el mismo día. Desafortunadamente, la edición de Android, disponible en Google Play Store, se retrasó hasta principios de 2014. Finalmente se lanzó el 20 de febrero de 2014. Recientemente, el juego se eliminó tanto de App Store como de Play Store y ya no se puede jugar.

## Recepción
Ridge Racer Slipstream recibió críticas "generalmente favorables" según el sitio web agregador de reseñas Metacritic.
Jon Mundy de Pocket Gamer escribió: "Una destilación casi perfecta del último gran Ridge Racer de consola con un manejo perfecto y un motor impresionante. Ridge Racer Slipstream es posiblemente el mejor arcade de carreras en iOS".
David Oxford de Gamezebo escribió: "Realmente no hay mucho malo que decir sobre Ridge Racer Slipstream, y es lógico, ya que Namco Bandai ha estado produciendo entregas para casi todas las plataformas imaginables durante tanto tiempo que parece que es más o menos una ciencia."
Scott Nichols de Digital Spy escribió: "Si bien la serie Ridge Racer ha sido bastante impredecible en sus últimas iteraciones, Ridge Racer Slipstream se siente como un regreso a la forma para los fanáticos de los autos a toda velocidad de Namco".
John Martin de Arcade Sushi escribió: "Los únicos otros aspectos negativos que puedo señalar son que podrías aburrirte después de jugar durante demasiado tiempo, así que ten en cuenta que Ridge Racer Slipstream, al igual que el uso de nitroso, se disfruta mejor en ráfagas cortas".
EGM escribió: "Esta aplicación se mantiene fiel a las raíces arcade de Ridge Racer, pero la falta de contenido junto con la rutina de desbloquear todo, que solo se alivia convenientemente con las microtransacciones, es un gran obstáculo en este viaje, por lo demás tranquilo".
David Jenkins de Metro.co.uk escribió: "Las microtransacciones vuelven a asomar su fea cabeza, pero no son suficientes para quitarle el brillo a uno de los mejores Ridge Racers portátiles hasta el momento".
SamWolf de SpazioGames escribió: "Ridge Racer Slipstream es el nuevo juego de coches desarrollado por Namco Bandai para dispositivos móviles. El gráfico de la aplicación es bueno, pero tiene varios problemas: el número de coches y la pista no es elevado y hay varios defectos técnicos en el juego. La aplicación no es gratuita, pero tiene las compras dentro de la aplicación de todos modos".